# Moyen mouvement
Pour les articles homonymes, voir mouvement et moyenne.
Ne doit pas être confondu avec la vitesse orbitale moyenne.
En mécanique céleste, le moyen mouvement est la vitesse angulaire moyenne d'un objet céleste effectuant une révolution complète sur une orbite elliptique de demi-grand axe donné.

## Définition
Le moyen mouvement est la pulsation du mouvement uniforme circulaire, de rayon a, d'un point fictif qui aurait la même période qu'un point en mouvement képlérien sur une orbite elliptique de demi-grand axe a.

## Notation
Le moyen mouvement est couramment noté {\displaystyle n}, symbole littéral correspondant à la lettre n minuscule de l'alphabet latin.

## Dimension
La dimension du moyen mouvement, notée {\displaystyle [n]}, est :
{\displaystyle [n]=T^{-1}}.

## Expression
Le moyen mouvement est exprimé par l'équation :
{\displaystyle n{\stackrel {\text{déf}}{=}}{\frac {2\pi }{T}}},
où :
- {\displaystyle \pi } est le nombre pi ;
- {\displaystyle T} est la période de révolution de l'objet céleste.

## Calcul
Le moyen mouvement est lié au demi-grand axe par la troisième loi de Kepler dite loi des périodes.
Celle-ci s'énonce ainsi :
« Le carré de la période sidérale {\displaystyle T} d'une planète est directement proportionnel au cube du demi-grand axe {\displaystyle a} de l'orbite elliptique de la planète ».
Elle s'écrit :
{\displaystyle T^{2}\propto a^{3}\Leftrightarrow {\frac {T^{2}}{a^{3}}}=k=constante}.
avec :
{\displaystyle 1/k={\frac {G(M_{\odot }+m)}{4\pi ^{2}}}}
Le moyen mouvement d'un objet secondaire en orbite elliptique autour d'un objet primaire est obtenu par :
{\displaystyle n={\sqrt {\frac {\mu }{a^{3}}}}},
où :
- {\displaystyle \mu } est le paramètre gravitationnel standard de l'objet primaire ;
- {\displaystyle a} est le demi-grand axe de l'orbite elliptique.

## Moyen mouvement des planètes du Système solaire
| Planète | Période de révolution | Moyen mouvement |
| ------- | --------------------- | --------------- |
| Mercure | 87,9693 d             | 0,07142 rad d−1 |
| Vénus   | 224,701 d             | 0,02796 rad d−1 |
| Terre   | 365,257 d             | 0,01720 rad d−1 |
| Mars    | 686,88 d              | 0.00914 rad d−1 |
| Jupiter | 4335,35 d             | 0,00145 rad d−1 |
| Saturne | 10757,7 d             | 0,00058 rad d−1 |
| Uranus  | 30687,2 d             | 0,00020 rad d−1 |
| Neptune | 60224,9 d             | 0,00010 rad d−1 |

## Notions connexes

### Anomalie moyenne
L'anomalie moyenne est le produit du moyen mouvement de l'objet par le temps écoulé depuis le passage de cet objet au périastre.

## Extension aux trajectoires ouvertes

### Moyen mouvement parabolique
Le moyen mouvement d'un objet secondaire sur une trajectoire parabolique est obtenu par :
{\displaystyle n=2{\sqrt {\frac {\mu }{p^{3}}}}},
où :
- {\displaystyle \mu } est le paramètre gravitationnel standard de l'objet primaire ;
- {\displaystyle p} est le demi-côté droit de trajectoire de l'objet secondaire.

### Moyen mouvement hyperbolique
Le mouvement moyen d'un objet secondaire sur une trajectoire hyperbolique est obtenu par :
{\displaystyle n={\sqrt {\frac {\mu }{-a^{3}}}}},
où :
- {\displaystyle \mu } est le paramètre gravitationnel standard de l'objet primaire ;
- {\displaystyle a} est le demi-grand axe de la trajectoire de l'objet secondaire.